# McKenna-McBride-Kommission
Die McKenna-McBride-Kommission (eigentlich: Royal Commission on Indian Affairs for the Province of British Columbia) war eine von 1913 bis 1916 tätige Kommission, die die „Frage der Indianerreservate“ in British Columbia lösen sollte. Sie empfahl, insgesamt etwa 16.000 Hektar (47.000 Acre) Land von 54 Reservaten einzuziehen und gleichzeitig rund 30.000 Hektar (87.000 Acre) anderen Landes an die Indianerstämme auszugeben. Zwar vergrößerten sich damit die Reservate, doch überwog der Wert des eingezogenen Landes mit 1,35 bis 1,53 Milliarden Dollar denjenigen des, wenn auch umfangreicheren, ausgegebenen Landes.

## Mitglieder
Die Kommission bestand aus vier Mitgliedern, von denen zwei die Provinzregierung repräsentierten, zwei die Regierung von Kanada. Ein Vorsitzender kam hinzu, der von den vier Kommissionsangehörigen ernannt wurde.
Im Gegensatz zum Kommissionsmitglied James Andrew Joseph McKenna, der die Regierung in Ottawa vertrat, war Richard McBride zwar Mit-Namensgeber, war aber nie Mitglied der Kommission. Von seiner Teilnahme dürfte sich mancher Häuptling eine gewisse Mäßigung versprochen haben, denn 1911 hatte er bei Verhandlungen mit den Songhees im Raum Victoria und den Squamish bei Vancouver zwar nicht die Unantastbarkeit der einmal zugesagten Reservate anerkannt, aber dennoch so weitgehende Zugeständnisse beim Kauf dortiger Reservate gemacht, dass er zum Häuptling ernannt worden war. Außerdem sprach er Chinook. McBride hatte der Einsetzung der Kommission auch nur deshalb zugestimmt, weil er zu dieser Zeit unter starkem politischem Druck stand.
McKenna hatte ebenfalls bereits Verhandlungserfahrungen mit Indianerstämmen, vor allem bei den Nummerierten Verträgen, d. h. bei Nr. 8 (1899–1900 im District of Athabasca und im Nordwesten von British Columbia) und Nr. 10 (Cree und Ojibwa im Norden von Saskatchewan und im Osten von Alberta), sowie in Verhandlungen mit Métis-Gruppen.

## Die Stämme und die Indianeragenturen
British Columbia wurde mit Blick auf die indigene Bevölkerung in 15 Indianeragenturen (Indian Agencies) oder einfach Agenturen unterteilt. Diese waren Babine, Bella Coola, die Cowichan Agency, Kamloops, Kootenay, Kwawkewlth, Lytton, Nass, New Westminster, Okanagan, die Queen Charlottes Agency, Stikine, Stuart Lake, West Coast und die Williams Lake Agency. Hierin wurden jeweils mehrere der rund 200 Stämme zusammengefasst, die von Kanada anerkannt waren, und denen Reservate zustanden. Zu jeder dieser Agenturen wurde ein eigener Bericht vorgelegt, dessen Erstellung dementsprechend Jahre in Anspruch nahm.

## Vorgehen
Die Kommission untersuchte für jedes der betroffenen Reservate die genauen Abmessungen, den Landbedarf und die Ressourcenallokation. Dazu befragten sie nicht nur archivalische Unterlagen und Verwaltungsakten, sondern auch Vertreter der First Nations, Indianeragenten, Siedler und Vertreter der Kirchen und Missionsorden. Dazu suchten sie jede der 15 Indianeragenturen auf.
Die Befragungen der Indianer erfolgten, nachdem der Aufgabenbereich mittels Dolmetschern erläutert und abgegrenzt worden war, wobei die Befragten vereidigt wurden. Dazu erklärte die Kommission, dass entsprechend den Gesetzen des Dominion of Canada keinerlei Landeinziehungen ohne Einwilligung der Bewohner stattfinden sollten. Diese Treffen wurden von den Indianeragenten vorbereitet und, falls die Indianer die Teilnahme an einem solchen Treffen verweigerten, waren sie auch die Zeugen für die aktuellen Zustände, Bedürfnisse und Mängel der jeweiligen Reservate. Dadurch ist in vielen Fällen die Entscheidung praktisch durch die Indianeragenten getroffen worden.
Obwohl einige First Nations es vorgezogen hätten, mit sachkundigen Rechtsvertretern, wie der Indian Rights Association zusammenzuarbeiten, weigerte sich die Kommission, ihre Gegenwart zu akzeptieren.
Die Befürchtungen, letztlich willkürlichen Entscheidungen ausgeliefert zu sein, wurde noch dadurch verstärkt, dass durch Eilentscheidungen, z. B. für Eisenbahn- oder Straßenbauten, die dringend durchgeführt werden sollten, sehr schnell vollendete Tatsachen geschaffen werden konnten. Dazu kam, dass regierungsnahen Quellen, seien es schriftliche oder mündliche, eher Glauben geschenkt wurde, als den Bewohnern der Reservate.
Grundsätzlich bezogen sich die Befürchtungen auf mehrere Teilaspekte. Zum einen sahen die First Nations ihren Landanspruch generell in Gefahr. Das betraf zunächst Fisch- und Jagdrechte, aber auch den Anspruch auf Bodenschätze, wie Kohle, Holz und Wasserrechte. Entfremdungen durch Siedler standen genauso auf der Tagesordnung wie Probleme bei der Ausübung der immer noch ungewohnten Landwirtschaft, zumal die Geräteausstattung im Umfeld einer sich industrialisierenden Agrarwirtschaft als immer unzureichender empfunden wurde.
Dazu kam Regelungsbedarf hinsichtlich der bisherigen Reservatsgrenzen, wenn in den älteren Regelungen Begräbnisstätten, Fischfangstellen oder ganze Dörfer ausgelassen worden waren. Schließlich kamen Klagen über schlechte Ausstattung mit Blick auf die medizinische Versorgung und die Schulen hinzu.
Die angesprochenen Punkte überschritten oftmals die Kompetenzen der Kommission, doch wurden sie allesamt in einem Bericht gesammelt, dem Confidential Report, der am 30. Juni 1916 publiziert wurde. Dazu entstanden allein vier Bände Statistiken, dazu zu jeder der 15 Indianeragenturen ein eigener Band.

## Empfehlungen (30. Juni 1916) und Konflikte
Die Kommission empfahl Verkleinerungen bei 54 Reservaten im Gesamtumfang von 47.055,49 Acre. Im Gegenzug sollten 87.291,17 Acre anderen Landes hinzugefügt werden. Dabei lag der geschätzte Durchschnittswert des ersteren bei 26,52 bis 32,36 Dollar, der des letzteren nur bei 5,10 Dollar pro Acre. Sowohl die First Nations als auch die Regierung British Columbias waren mit den Empfehlungen unzufrieden. Erstere wehrten sich gegen die Herausgabe guten gegen schlechten Landes und die ungleiche Behandlung der Stämme, deren Anspruch pro Familie extrem schwankte, nämlich zwischen 70 und 700 Acre. Die Regierung war hingegen nicht bereit, mehr Land auszugeben, als eingezogen wurde.
Dies war insofern ein Zielkonflikt, als die Indianer der Küste an Landwirtschaft gewöhnt werden sollten, andererseits diente ihre erfolgreiche maritime Jagd- und Sammeltätigkeit dazu, ihnen größere Reservate vorzuenthalten. Dennoch empfahl die Kommission auch hier, den Landbau zu fördern und dazu einweisendes Personal zu engagieren.
Ähnliche Konflikte ergaben sich bei den Empfehlungen, hinsichtlich der Holznutzung. Die Kommission bevorzugte – gegenüber dem Verkauf ganzer Wälder – entweder die Vergabe von Einschlagrechten für geringe Flächen von geringem ökonomischem Wert an Indianer, oder die Beschäftigung von Indianern in staatlichen Gesellschaften, wobei letztere Arbeitsmittel und Maschinen stellen sollten.
Ähnliche Schwierigkeiten betrafen die Wasserversorgung, denn zahlreiche Reservate lagen und liegen in einem ausgesprochen trockenen Bereich. So empfahl die Kommission die Klärung und Festsetzung von Wasserrechten, um die Landwirtschaft zu fördern, dazu die Einsetzung eines Ingenieurs, der sich auf Bewässerungstechnik verstand. Immerhin erkannte die Kommission an, dass einige der Stämme hierin hervorragende Arbeit geleistet hatten.
Generell waren die Grenzen der Reservate zwar markiert worden, doch waren viele dieser Landmarken verschwunden. Dazu erzwangen Erosionsverluste und Straßenbauten neue Aufnahmen der Gebiete, und Beilegung der entstandenen Streitigkeiten.
Bei der Fischerei erkannte die Kommission deutlich die „racial discrimination“ (S. 12), die rassische Diskriminierung, die dazu führte, dass die Indianer keine Fischlizenzen erhielten. Dabei wurden gern japanische Fischer bevorzugt. Die großen Lachsfangunternehmen sollten die naturgemäß begrenzte Zahl an Fangerlaubnissen – der Fang musste bei ihnen abgeliefert werden – gerechter verteilen und die in der Umgebung ansässigen Indianer bevorzugen. Doch war die Politik darüber hinaus darauf ausgerichtet, diese attached licences zugunsten freier Lizenzen an selbstständige Fischer zu reduzieren. Davon jedoch wurden die Indianer per Gesetz weitgehend ausgeschlossen, so dass sie als abhängige Arbeiter der Fischfabriken tätig sein mussten. Außerdem wurde ihnen die Möglichkeit, Fischerei in größerem Maßstab und ähnlich organisiert wie die Fischunternehmen zu betreiben, verwehrt. Nach Aussage von Reverend William Duncan, der zusammen mit Indianern dennoch eine Fischfabrik betrieb, seien diese durchaus dazu in der Lage. Vielfach wurde das Vorurteil ins Feld geführt, Indianer brächten entsprechende Tugenden nicht auf, die zur dauerhaften Selbstständigkeit gehörten. 
Dazu empfahl die Kommission, die von früheren Indianerbeauftragten ausgegebenen Vorrechte zu prüfen, und sie, wenn sie der Prüfung standhielten, auch tatsächlich umzusetzen, was vielfach nicht geschehen war. Schließlich sollte das ausschließliche Recht in den durch ihre Reservate fließenden Gewässern zu fischen, geschützt werden, und endlich sollte man den Verkauf kleiner Mengen von selbst gefangenem Fisch gestatten, denn viele Indianer hingen von diesen Erträgen ab, um Mehl, Tee und dergleichen kaufen zu können.
Um die Pelztiere nicht weiter zu dezimieren, was durch weiße Trapper geschah, die nichts als den „Profit des Tages“ vor Augen hatten und nicht auf Dauer angelegt arbeiteten, sollten Pelztierfarmen gefördert werden, aber auch die bereits vorhandene Art der Pelztierwirtschaft.
Bei der Bildung – in British Columbia existierten bei einer indianischen Bevölkerung von 25.000 Menschen zu dieser Zeit acht Industrial Boarding Schools mit 492 Schülern, zehn Boarding Schools mit 398 und 45 Tagesschulen mit 1.367 Schülern – anerkannte die Kommission die erfolgreiche Arbeit von Duncan C. Scott, dem Superintendent of Indian Education. Doch schlug die Kommission in Agrargebieten eine stärkere Fokussierung auf entsprechende praktische Tätigkeiten vor, ebenso in den Küstengebieten. Dazu sollten die, die weder Fischer noch Bauern werden wollten, eine stärker industriebezogene Ausbildung erhalten. Einige Kommissionsmitglieder schlugen, obwohl man insgesamt der Ausbildung positiv gegenüberstand, den Übergang aller Schulen in staatliche Hände vor.
Schließlich nahm man das Ansinnen der Indianer auf, indianische Krankenschwestern auszubilden und sie nach absolvierter Prüfung wieder in den Reservaten zu beschäftigen.
Schließlich sollten die Bußgelder bei Alkoholmissbrauch so angepasst werden, dass sie nicht diskriminierend wirkten.

## Folgen
Die Streitigkeiten über die Empfehlungen zogen sich über Jahre hin und mündeten erst 1919 und 1920 in den Dominion Indian Affairs Settlement Act (1919) und den British Columbia Indian Lands Settlement Act (1920). Die Regierung behielt sich zum einen vor, die Empfehlungen abändern zu können, zum anderen weigerte sie sich, die Indianer in jedem Fall zu befragen. Doch auf dieser Basis konnte man sich nicht mit der Regierung in Ottawa einigen, und so kam es zu neuen Verhandlungen.
Duncan Campbell Scott, Deputy Superintendent General of Indian Affairs, empfahl eine gemeinsame Prüfung der Empfehlungen. Der Vertreter der kanadischen Regierung, W. E. Ditchburn, und der Vertreter der Provinz, J. W. Clark, sollten die Interessen der Indianer zusammen mit dem Anthropologen James Teit vertreten. Doch Teit starb 1922, so dass die First Nations wieder ohne Vertretung waren. So entstand der abschließende Ditchburn-Clark Report praktisch ohne ihre Teilnahme. Darin wurde eine weitere Verkleinerung der Reservate um 10.000 Acre empfohlen und darüber hinaus die meisten Forderungen nach Begräbnisstätten und dergleichen zurückgewiesen.
Am 19. Juli 1924 wurden die Empfehlungen der McKenna-McBride-Kommission zusammen mit denen des Ditchburn-Clark-Reports vom Parlament angenommen. 23 Stämme mussten an 35 verschiedenen Stellen Gebietsverluste hinnehmen.